# The Queers
The Queers je americká punkrocková skupina založená v roce 1981 v Portsmouthu v americkém státě New Hampshire. Původní sestavu skupiny tvořil zpěvák a kytarista Joe Queer (vlastním jménem Joe King), baskytarista Tulu (vlastním jménem Scott Gildersleeve) a bubeník Wimpy Rutherford (vlastním jménem Jack Hayes). V této sestavě skupina existovala do roku 1984, kdy se rozpadla. Poprvé byla obnovena v roce 1986, ale z původní sestavy zde byl pouze Queer. V roce 1990 byla obnovena podruhé a od té doby existuje dodnes. Ve skupině se prostřídalo mnoho dalších hudebníků a jediným stálým členem je Queer.

## Diskografie
Studiová alba
- Grow Up (1990)
- Love Songs for the Retarded (1993)
- Beat Off (1994)
- Rocket to Russia (1994)
- Move Back Home (1995)
- Don't Back Down (1996)
- Punk Rock Confidential (1998)
- Beyond The Valley... (2000)
- Pleasant Screams (2002)
- Munki Brain (2007)
- Back to the Basement (2010)